# 지수 (경제학)
경제학과 금융 분야에서 지수(指數, 영어: index)는 개별 데이터 지점의 대표 그룹 변화에 대한 통계 측정이다. 이 데이터는 기업 성과, 가격, 생산성, 고용을 포함한 수많은 출전에서 비롯한다.
경제 지수(經濟指數, 영어: economic index)에는 물가지수(도매물가지수, 소매물가지수, 수출입물가지수, 생계비지수), 생산지수(공업생산지수, 농립수산생산지수, 생산수량지수), 생산비지수(소비자물가지수), 경기동향지수 등이 있다. 다우 존스 산업평균지수와 S&P 500은 주로 미국의 시장을 추적하지만 일부 구(舊) 국제 기업들도 포함한다. 소비자 물가지수는 일정한 지역에서 시간이 지남에 따라 각기 다른 소비자 재화와 용역에 대한 가격 변화를 추적하며, 급료, 사채 이자율, 면세소득을 조정하는 계산에 필수적이다.
일부 지수들은 다른 방법들로는 포착할 수 없는 시장 변화를 보여 준다. 이를테면 이코노미스트는 전 세계 어디에나 있는 빅맥의 수정된 비용을 미국 빅맥 가격 대비 %로 계산하여 나타내는 빅맥 지수를 제공한다.

## 참조
1. ↑  《글로벌 세계대백과사전》,  〈경제지수〉
2. ↑  “보관된 사본”. 2012년 5월 7일에 원본 문서에서 보존된 문서. 2013년 4월 30일에 확인함.

## 같이 보기
- 물가 지수
- 경제 지표